# West Brownsville
West Brownsville est un borough situé au sud-est du comté de Washington, en Pennsylvanie, aux États-Unis,. En 2010, il comptait une population de 992 habitants, estimée au 1er juillet 2020 à 951 habitants. Le borough est incorporé le 2 avril 1852.

## Démographie
Lors du recensement de 2010, le borough comptait une population de 992 habitants. Elle est estimée, en 2020, à 951 habitants.